# Praça da República (Elvas)

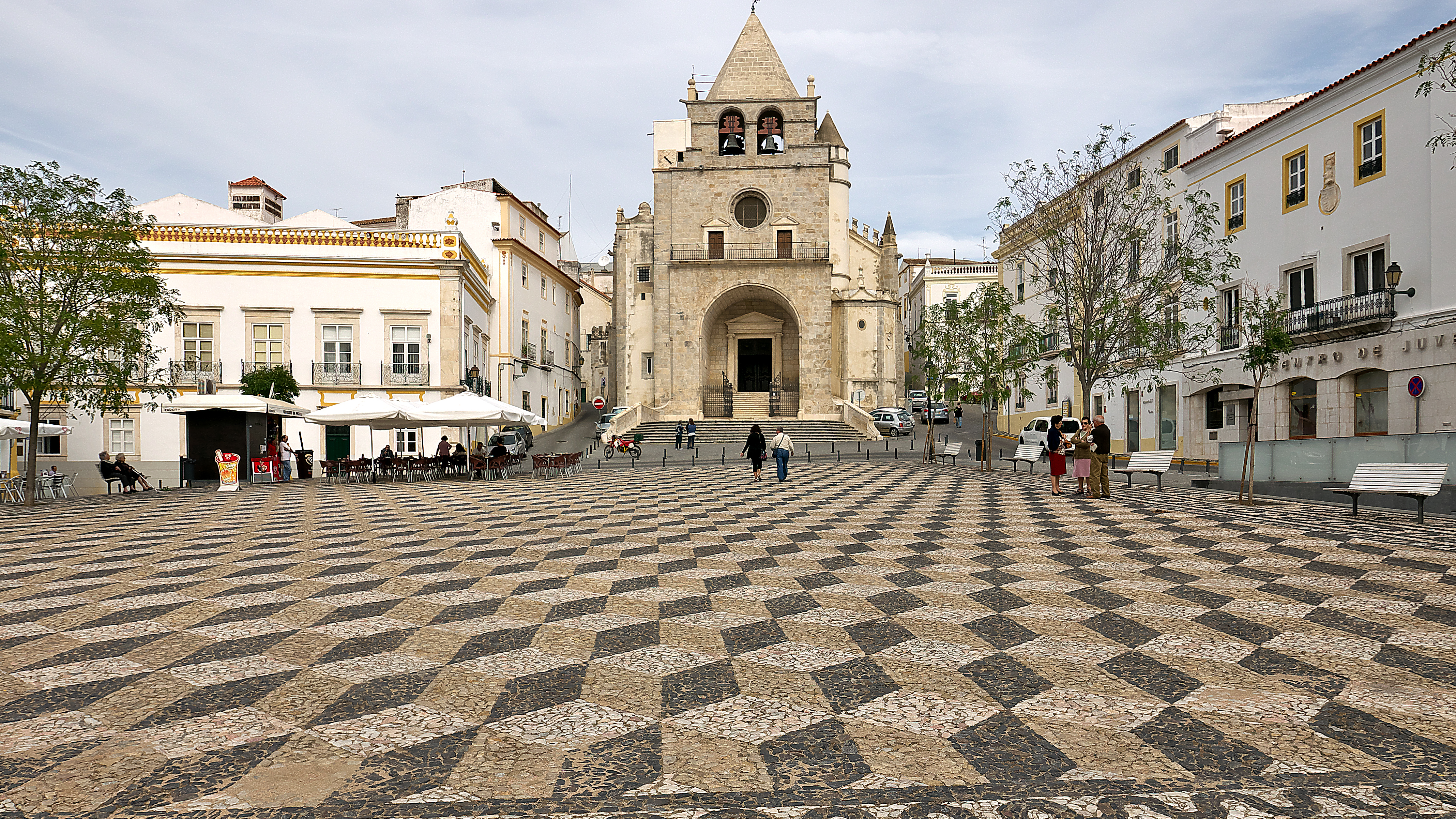
Antiga Sé Catedral de Elvas na Praça da República, agora denominada Igreja de Nossa Senhora da Assunção.

A Praça da República localiza-se na freguesia urbana de Assunção, Ajuda, Salvador e Santo Ildefonso, cidade e concelho de Elvas, no distrito de Portalegre, em Portugal. É a principal praça do centro histórico desta cidade.

## História
As obras de abertura da praça, iniciadas em 1511, foram realizadas no contexto de grandes melhoramentos promovidos durante o reinado de Manuel I de Portugal (1495-1521), quando a povoação foi elevada à categoria de cidade. Os planos para criar uma nova praça eram antigos, datando de 1477 um documento da Câmara Municipal que afirma que o antigo centro da vila - uma praça localizada nos Cantos da Carreira - era "indigna" da povoação.
A partir de 1517 foi erguida na praça - chamada então "Praça Nova" - a Igreja de Nossa Senhora da Assunção, desenhada por Francisco de Arruda no estilo vigente na época, o manuelino. Esta igreja, cuja construção durou todo o século XVI, foi elevada ao rango de catedral e serviu como Sé de Elvas até 1882, quando a diocese foi dissolvida. Em 1538 foram transferidos a um edifício da praça os novos Paços do Concelho, construído junto à muralha da época muçulmana. A Praça Nova era, assim, o centro religioso e administrativo de Elvas, além de ser o local onde eram realizadas feiras e touradas.

Em 1886 passa a chamar-se "Praça do Príncipe D. Carlos" e em 1910 passa a "Praça da República". Hoje é um local de passagem obrigatória para o turista que visita a cidade.
É na Praça da República que se encontra também desde 2007, um parque de estacionamento subterrâneo com 3 pisos e uma capacidade para cerca de 300 automóveis, gerido pela Câmara Municipal de Elvas.
É também nesta praça que se encontra sediada a Câmara Municipal de Elvas, o Serviço de Finanças de Elvas, o principal Posto de Turismo da cidade, a Agência de Elvas do Novo Banco, a Aquelvas (empresa que faz a gestão de águas no concelho de Elvas), o Centro Municipal da Juventude, além também da Universidade Sénior de Elvas, a Loja Ponto Já do Instituto Português da Juventude, o Ginásio Sénior Municipal e ainda diversos cafés, várias lojas, escritórios de todo o tipo de empresas nacionais e locais, clínicas dentárias e veterinárias, etc.
Nas noites de Verão, a Praça da República é bastante procurada pelas suas grandes esplanadas.
É nesta Praça que decorre também nos meses de Verão, o Festival Medieval de Elvas, a Feira Ibérica do Livro, o Festival Noites de Verão e o Festival Internacional de Folclore, entre muitos outros eventos.